# Polski System DO-RO (Dobra Robota)
Polski system DO-RO (Dobra Robota) – system zarządzania jakością, mający za zadanie poprawę jakości wyrobów oraz wyników ekonomicznych przedsiębiorstw przy stopniowej, częściowej likwidacji wewnętrznej kontroli jakości i wprowadzeniu samokontroli pracowników.

## Założenia systemu
System DO-RO ma wiele odmian wprowadzonych przez poszczególne zakłady pracy. Podstawowe, powszechnie stosowane założenia obejmują następujące zasady:
1. Zasada dobrowolności. Każdy uczestnik zgłasza się dobrowolnie, system zakłada jednak oddziaływanie propagandowe, uświadamianie i przekonywanie pracowników o celowości systemu.
2. Zasada powszechności. System powinien obejmować możliwie całą załogę przedsiębiorstwa, a także i kooperantów i kontrahentów.
3. Zasada poprawy warunków. Kierownictwo musi zadbać o poprawę warunków organizacyjno-technicznych stanowisk pracy, co powinno stymulować pracowników do kolejnej poprawy jakości pracy.
4. Zasada doskonalenia umiejętności. System musi obejmować również różne formy doskonalenia zawodowego pracowników, jako zasadniczego czynnika usprawniania pracy.
5. Zasada omawiania pracy. Kryterium oceny pracy robotników jest jakość wyrobu. Dla pozostałych grup pracowniczych, ocenianych według wyników, jest to wykonanie pracy według założonych parametrów za pierwszym razem. System nie przewiduje bodźców negatywnych, pracownicy najlepiej pracujący są wyróżniani i nagradzani.
6. Zasada wynagradzania. Nagrody są przewidziane określonym regulaminem zatwierdzonym przez Konferencję Samorządu Robotniczego. Nagrody uzyskuje się za pierwsze, drugie i trzecie miejsce wynikające z klasyfikacji. Ponadto przewiduje się drobne nagrody rzeczowe. Elementami motywacji moralnej są odznaki, dyplomy, publiczna informacja, wpis do akt osobowych.